# EPravopis
ePravopis je rastoči pravopisni slovar na portalu Fran, ki gradivsko razširja in ponazarja nastajajoča pravopisna pravila Pravopisa 8.0.
Vsako leto je dopolnjen in povečan z novimi slovarskimi sestavki, ki so večinoma zgledi iz predloga novih pravopisnih pravil Pravopisa 8.0. Ta pripravlja Pravopisna komisija pri SAZU in ZRC SAZU in so postopoma predstavljena v obliki za javno razpravo na portalu Fran.
Slovarski sestavki so v ePravopisu opremljeni s podatki o zapisu, izgovoru, besedilni rabi ter oblikoslovnem obnašanju in besedotvornih možnostih iztočnice. Slovarski sestavki so opremljeni tudi s podatkom, v katero pravopisno problematiko oz. pravopisno kategorijo se izbrana iztočnica uvršča, katere besede oziroma besedne zveze (drugi slovarski sestavki) spadajo v isto skupino in kako je problematika predstavljena v pravopisnih pravilih. Do potrditve predloga pravopisnih pravil so vsi slovarski sestavki v ePravopisu označeni z oznako »Predlog«, ki uporabnika obvešča, da podatki v ePravopisu do potrditve Pravopisa 8.0 nimajo normativne veljave.

## O nastajanju ePravopisa
Koncept ePravopisa (do leta 2017 se je imenoval Slovar pravopisnih težav) se je začel oblikovati, ko je bilo v okviru raziskovalnega projekta z naslovom »Slovenski pravopisni priročnik v knjižni, elektronski in spletni različici« (2008–2011) ugotovljeno, da je treba zasnovati priročnik, ki bo v primerjavi s Slovenskim pravopisom (2001) bolj specializiran za pravopisna oziroma normativna vprašanja, ob tem pa prenoviti in dopolniti tudi pravopisna pravila. Na predlog ZRC SAZU je SAZU v letu 2013 ustanovila Pravopisno komisijo pri SAZU, ki se od leta 2016 imenuje Pravopisna komisija pri SAZU in ZRC SAZU in pripravlja nova pravopisna pravila. Ker prenova pravopisnih pravil in slovarsko delo potekata problemsko, tj. po problemskih sklopih (npr. pisanje osebnih lastnih imen, pisanje poimenovanj praznikov, nagrad, raba pisnih znamenj), se lahko slovarsko delo odvija vzporedno s prenovo pravopisnih pravil.

## Slovarski sestavek v ePravopisu[7]
V ePravopisu je glede na preteklost spremenjen način prikaza zapisa slovarske informacije, saj je slovar objavljen v elektronski in spletni različici. V starejših pravopisnih slovarjih je bilo treba za knjižno izdajo slovarske podatke krajšati in strnjeno prikazati ponavljajoče se slovarske elemente. 
Vsebina slovarskih sestavkov ePravopisa je na portalu Fran prikazana na dva načina: strnjeno na seznamu zadetkov in celostno z vsemi podatki. 

### Vsebina slovarskega sestavka ePravopisa na seznamu zadetkov
Na seznamu zadetkov iskanja so navedeni: 
- iztočnica (zapis besede ali besedne zveze) in njene morebitne dvojnice (variantni zapis besede ali besedne zveze);
- pregibalni vzorec (rodilniška oblika pri samostalniku, oblike za ženski in srednji spol pri pridevniku in sedanjiška oblika pri glagolu);
- besedna vrsta;
- pomenska identifikacija iztočnice;
- izgovor v oglatem oklepaju;
- tvorjenke iz iztočnice, navedeni so zlasti pridevniki (na -ski in -ov/-ev oz. -in) ter prebivalska imena (razdelek »Besedotvorje«);
- stalne besedne zveze, v katerih nastopa iztočnična beseda (razdelek »Zveze«);
- z iztočnico povezane iztočnice (razdelek »Primerjaj«);
- normativno ustreznejše iztočnice (razdelek »Glej«).

### Vsebina celotnega slovarskega sestavka v ePravopisu
V slovarskem sestavku so navedeni:
- iztočnica (zapis besede ali besedne zveze) in njene morebitne dvojnice (variantni zapis besede ali besedne zveze);
- pregibalni vzorec (rodilniška oblika pri samostalniku, oblike za ženski in srednji spol pri pridevniku in sedanjiška oblika pri glagolu);
- besedna vrsta;
- pravopisna kategorija (uvrstitev iztočnice v problemsko skupino pravopisnih pravil);
- razdelek »Slovnični podatki« s podatki o besedni vrsti, pravopisni uvrstitvi (npr. v kategorijo lastnih imen ali med kratice, simbole), izgovoru v oglatem oklepaju;
- razdelek »Zgledi in opozorila« s pomensko identifikacijo iztočnice in zgledi rabe, ki s pojasnili prikazujejo pravopisno bolj problematična mesta pri zapisovanju in z dodanimi opozorili opozarjajo na povezane iztočnice, ki so sopomenke ali ustreznejše sopomenke; v razdelku so prikazane stalne besedne zveze, v katerih nastopa iztočnična beseda; pri pisnih znamenjih je uvedeno gnezdo z imenom »Ponazoritev rabe znamenja«, v katerem je znamenje grafično ponazorjeno, dodani so podatki o stičnosti, izgovorjavi in rabi iztočničnega znamenja v posebnih zvezah;
- razdelek »Predložna raba« s prikazom rabe predloga v oz. na pri nekaterih skupinah zemljepisnih imenih;
- razdelek »Besedotvorni podatki« prinaša informacijo o tvorjenkah iz iztočnice, navedeni so zlasti pridevniki (na -ski in -ov/-ev oz. -in) ter prebivalska imena;
- razdelek »Povezane iztočnice« prikazuje: (1) s pojasnilom primerjaj (tj. vodilka)  z iztočnico povezane druge iztočnice, (2) pri tvorjenih besedah podatek o izhodiščni (netvorjeni) besedi, (3) s pojasnilom glej (tj. kazalka) normativno ustreznejše iztočnice;
- razdelek »Povezani podatki« pri podomačenih imenih iz tujih jezikov prikazuje, iz katerega jezika je ime prevzeto in kakšen je zapis v izvirnem jeziku;
- razdelek »Oblikoslovni podatki« pri vseh pregibnih besednih vrstah prinaša pregibalne vzorce iztočnice.

### Oznake in pojasnila v slovarskem sestavku ePravopisa
Slovnične oznake prinašajo informacijo o besedni vrsti iztočnice in uvajajo podatke, vezane na točno določene slovnične lastnosti iztočnice (npr. izgovor iztočnice v rodilniku je prikazan za slovnično oznako rodilnik v razdelku »Izgovor«). S slovničnimi pojasnili so prikazane posamezne slovnične posebnosti (npr. navadno nesklonljivo, pri stopnjevanju, za izražanje svojine, živostno, navadno v množini)
Normativna napotila so v slovarju v obliki bodisi ustreznejše sopomenke bodisi ustreznejšega zapisa; k ustreznejši iztočnici izrecno usmerja normativna oznaka glej. Pojasnilo variantno kaže na variantne izrazne možnosti, ki so sprejemljive za knjižni jezik. Pojasnilo manj formalno uvaja jezikovne prvine, ki so značilne v okoliščinah z manjšo stopnjo formalnosti in za katere je značilno gospodarnejše izražanje – poenobesedena (burbonka ‘burbonska vrtnica’, dizel ‘dizelsko gorivo’, parkinson ‘parkinsonova/Parkinsonova bolezen’) in skrajšana leksika (demo ‘demonstracijski’, evro ‘evrski’, kripto ‘kriptiran, virtualen’, narko ‘narkomanski’) ter izbira oblik (in tvorb, npr. Srečo, orodnik s Srečom, svojilni pridevnik Srečov).
Dvojnični oznaki in ter tudi opredeljujeta razmerje med dvojnicami in sledita določilom v pravopisnih pravilih ali kažeta na večjo ali manjšo pogostnost dvojnice, če je izbira med njima poljubna.
Druga pojasnila v ePravopisu opozarjajo na: 
zapisovalna pravila (npr. stično, z vejico, ob številki, z malo začetnico),
posebne zapisovalne položaje, v katerih se pojavlja iztočnica (npr. v kemijski formuli, pri navajanju datuma, v spletnih naslovih, kot nagovor, v pismih)
preneseno rabo iztočnicne (v prenesenem pomenu)
zvrstno pripadnost (npr. pogovorno, žargonsko)
značilna besedilna okolja, v katerih se pojavlja iztočnica (npr. v teoloških in bogoslužnih besedilih, v pravu, na zdravniških izvidih)
časovno zaznamovanost (npr. nekdaj, starinsko, zastarelo)
okolje, za katero je značilen pomen iztočnične besede (npr. v poljskem okolju, v angleškem okolju)
slogovno zaznamovanost (npr. manjšalno)
vrednotenjski odnos (npr. slabšalno).